# 4 Walls
4 Walls è il quarto album in studio del gruppo musicale sudcoreano f(x), pubblicato il 27 ottobre 2015 dalla SM Entertainment. È il primo album pubblicato dopo l'abbandono di Sulli.

## Il disco
L'album è stato pubblicato in copie fisiche e digitali in Sud Corea e in copie digitali nel resto del mondo il 27 ottobre 2015 dalla casa discografica SM Entertainment e KT Music. Il video musicale uscì lo stesso giorno.

## Successo commerciale
4 Walls ebbe successo in Corea del Sud, classificandosi prima nella classifica sudcoreana Circle Chart e scalò le classifiche anche negli Stati Uniti e in Giappone, ottenendo il primo posto nelle classifica Billboard World Albums e il 39 posto nella classifica Oricon. L'album ha venduto in totale 66,000 copie.

## Tracce
1. 4 Walls – 3:27 (Lee Seu-ran, 	
LDN Noise, Tay Jasper, Adrian McKinnon)
2. Glitter – 2:59 (Lee Seu-ran, 	
Andreas Öberg, Maria Marcus)
3. Deja Vu – 3:40 (Jo Yoon-kyung, 	
Nermin Harambasic, Camilla North, Lloyd Lawrence Lorenz, Adam Kapit, Ryan S. Jhun, Kine J. Hansen)
4. X – 3:23 (Kim In-hyung, Shin Hye-sun, Jhun, Nicolas Jack Scapa (10K Islands), Anjulie, Brian Robertson, Fransisca Hall)
5. Rude Love – 4:18 (100% Seo-jeong,	
LDN Noise, Syron, Andrew Jackson)
6. Diamond – 3:59 (Young-hu Kim,	
Jhun, Taylor Parks, Jussi Karvinen)
7. Traveler (feat. Zico) – 3:38 (JQ, Kim Jin-ju, Zico,
The Stereotypes)
8. Papi – 3:05 (Kenzie, LDN Noise, Shaun, Ylva Dimberg)
9. Cash Me Out – 3:21 (Kenzie, David Dawood, Mark Pellizzer, Makeba Riddick)
10. When I'm Alone – 3:23 (Jo Yoon-kyung, 	
Bonnie McKee, Carly Rae Jepsen, Matt Radosevich, Steve Robson, Hwang Hyun (MonoTree))

## Classifiche

### Classifiche settimanali
| Classifica (2015) | Posizione massima |
| ----------------- | ----------------- |
| Corea del Sud     | 1                 |
| Giappone          | 39                |

### Classifiche di fine anno
| Classifica (2015) | Posizione |
| ----------------- | --------- |
| Corea del Sud     | 33        |